# Żeglarstwo na Letnich Igrzyskach Olimpijskich 1900 – 0,5–1 t (wyścig I)
Klasa 0,5 t – 1 t (wyścig I) był jednym z wyścigów żeglarskich rozgrywanych podczas II Letnich Igrzysk Olimpijskich w Paryżu. Zawody odbyły się w dniu 24 maja 1900 r. 
W klasie 0,5 – 1 t rozegrano dwa wyścigi olimpijskie, w każdym z nich przyznano osobne medale olimpijskie.
W zawodach wzięło udział szesnaście jachtów z trzech krajów. Niestety nie są znane pełne składy ekip.
| Poz.   | Łódź                                                                                         | Kraj                 | Wynik   | Uwagi |
| ------ | -------------------------------------------------------------------------------------------- | -------------------- | ------- | ----- |
| złoto  | Scotia                                                                                       | Wielka Brytania      | 3:29:45 |       |
| złoto  | sternik: Lorne Currie; załoga: Algernon Maudslay, John Gretton                               |                      |         |       |
| srebro | Crabe II                                                                                     | Francja              | 3:39:23 |       |
| srebro | sternik:Jules Valton; załoga: Jacques Baudrier, Jean Le Bret, Félix Marcotte, William Martin |                      |         |       |
| brąz   | Scamasaxe                                                                                    | Francja              | 3:42:40 |       |
| brąz   | sternik: Émile Michelet; załoga: Marcel Mera                                                 |                      |         |       |
| 4.     | Crabe I                                                                                      | Francja              | 3:47:11 |       |
| 4.     | sternik: Jean De Chabanne La Palice; załoga: nieznana                                        |                      |         |       |
| 5.     | Pierre et Jean                                                                               | Francja              | 3:52:44 |       |
| 5.     | sternik: Jean d'Estournelles de Constant; załoga: nieznana                                   |                      |         |       |
| 6.     | Suzon IV                                                                                     | Francja              | 3:53:50 |       |
| 6.     | sternik: L. Legru; załoga: nieznana                                                          |                      |         |       |
| 7.     | Pettit-Poucet                                                                                | Francja              | 3:56:55 |       |
| 7.     | sternik: Louis Auguste-Dormeuil; załoga: nieznana                                            |                      |         |       |
| 8.     | C.V.A.                                                                                       | Francja              | 4:00:32 |       |
| 8.     | sternik: Texier (I); załoga: Texier (II)                                                     |                      |         |       |
| 9.     | Dick                                                                                         | Francja              | 4:03:00 |       |
| 9.     | sternik: Marc Jousset; załoga: nieznana                                                      |                      |         |       |
| 10.    | Galopin                                                                                      | Francja              | 4:03:58 |       |
| 10.    | sternik: Letot; załoga: Dupland                                                              |                      |         |       |
| 11.    | Ariette                                                                                      | Francja              | 4:04:21 |       |
| 11.    | sternik: hocion Rossollin; załoga: nieznana                                                  |                      |         |       |
| 12.    | Crocodile                                                                                    | Francja              | 4:06:40 |       |
| 12.    | właściciel: Gabriel le Bret; sternik: nieznany; załoga: nieznana                             |                      |         |       |
| 13.    | Colette                                                                                      | Francja              | 4:08:00 |       |
| 13.    | sternik: Albert Glandaz; załoga: nieznana                                                    |                      |         |       |
| 14.    | Cinara                                                                                       | Francja              | 4:10:00 |       |
| 14.    | sternik: Henri Gauthier; załoga: nieznana                                                    |                      |         |       |
| 15.    | Tornade                                                                                      | Francja              | 4:19:52 |       |
| 15.    | sternik: Paul Couture; załoga: nieznana                                                      |                      |         |       |
| –      | Aschenbrödelr                                                                                | Cesarstwo Niemieckie | DSQ     | [ 1 ] |
| –      | sternik: Paul Wiesner; załoga: Georges Pottier, Jonet-Pastré, Pierre de Boulogne             |                      |         |       |
| –      | Sidi-Fekkar                                                                                  | Francja              | DSQ     | [ 2 ] |
| –      | sternik: Eugène Laverne; załoga: Arthur Bloomfeld, Georg Naue, Heinrich Peters               |                      |         |       |
| –      | Jeannette                                                                                    | Francja              | DNS     |       |
| –      | sternik: E. Mézan de Malartic; załoga: nieznana                                              |                      |         |       |
| –      | Demi-Mondaine                                                                                | Francja              | DNS     |       |
| –      | sternik: G. Pigeard; załoga: nieznana                                                        |                      |         |       |
| –      | Verveine                                                                                     | Francja              | DNS     |       |
| –      | sternik: Roosevelt; załoga: nieznana                                                         |                      |         |       |